# Station Barrhead
Barrhead is een spoorwegstation in Schotland. 